# Holden 48-215
Holden 48-215 или Holden FX — среднеразмерный седан, выпускавшийся с ноября 1948 по октябрь 1953 года австралийской компанией Holden.

## Описание
Holden 48-215 являлся первой моделью General Motors, которая продавалась в Австралии под брендом Holden. В обиходе официальное название «Holden 48-215» было заменено на сокращённое «Holden». После замены первого Holden 48-215 получил неофициальное название Holden FX. Это обозначение впервые было использовано в конструкторском бюро GM-H в 1952 году в качестве неофициального способа различать ранние модели 48-215 с передней подвеской, в которой использовались рычажные амортизаторы, и модели с новой передней подвеской с телескопическими амортизаторами, представленной в 1953 году. Термин «FX» был записан карандашом в списке деталей для новых компонентов подвески. Название «FX» позже стало использоваться в рекламе подержанных автомобилей для описания моделей с более поздней подвеской. Впервые оно было использовано дилером из Мельбурна Регом Смитом в двух рекламных объявлениях в выпуске The Age от 10 февраля 1960 года. Использование термина «FX» постепенно распространилось на все автомобили 48-215 и 50-2106, хотя компания Holden никогда официально не использовала этот термин.
Первоначально дизайн автомобиля был разработан в США компанией Chevrolet, но не использовался, поскольку его сочли слишком маленьким для рынка США в послевоенном виде. Вместо этого дизайн лёг в основу модели 48-215. Американское происхождение совершенно очевидно, поскольку внешне модель напоминает автомобили Chevrolet того периода, когда они поступали в производство, особенно Fleetline Aerosedan и второе поколение Deluxe. Разработка Holden 48-215 началась в 1944 году.
Три прототипа Holden 48-215 были разработаны вручную в 1946 году. В разработке принимали участие американские и австралийские инженеры из Детройта. Первый прототип, получивший название JP-480, был разработан 12 февраля 1947 года для Виктории. Он сохранился как часть коллекции Национального музея Австралии. Второй и третий прототипы были разработаны одновременно с JP-481 и JP-482.
Четвёртый и пятый прототипы были выпущены в Австралии. Четвёртый прототип, получивший название KJ-400, принадлежал австралийскому бизнесмену Питеру Бриггсу с 1980 по 2013 год. Его цена составляла более 1 миллиона австралийских долларов. В октябре 2013 года автомобиль был выставлен на аукцион Motorclassica auction в Мельбурне. Пятый прототип австралийской сборки получил название KY-442. Все пять прототипов были зарегистрированы под маркой Chevrolet.
Для фотографических целей предназначались только первый и четвёртый прототипы: JP-480 цвета Seine Blue и KY-442 цвета Gawler Cream. Из-за отсутствия в Австралии налаженной базы поставщиков для производства автомобилей пришлось создать новые кузнечные цеха для изготовления коленчатых валов и новый литейный цех для производства крупных отливок. Чтобы ускорить запуск проекта в производство, были внесены некоторые упрощения. Не было указателей поворота, обогрева или антизапотевания, а сзади была только одна задняя фара, расположенная по центру. Из-за мягкого климата в большинстве населённых пунктов Австралии было решено сэкономить на массе и стоимости, используя относительно небольшую 6-вольтовую 11-элементную аккумуляторную батарею. Внутреннюю отделку свели к минимуму: массу снижали «с большим усердием» и, учитывая массу 1019 кг, добились успеха.
Изначально под названием Holden 48-215 выпускались только седаны. В январе 1951 года было выпущено купе 50-2106, а в июле 1953 года в модельный ряд был добавлен «бизнес-седан». Первоначально он обозначался как 48-215-257, а позже его переименовали в 48-217.

## Галерея

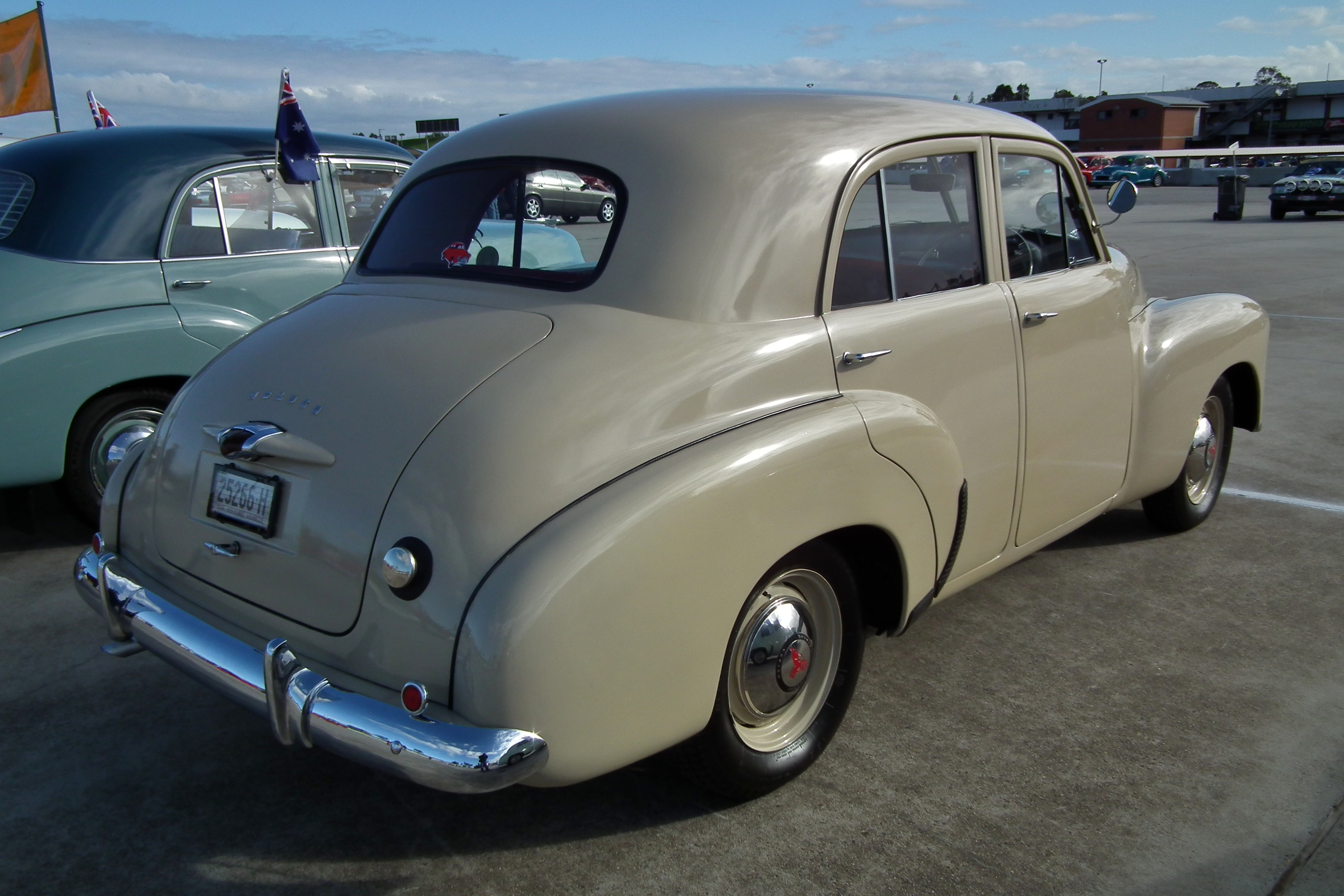
Holden 48-215 (седан)
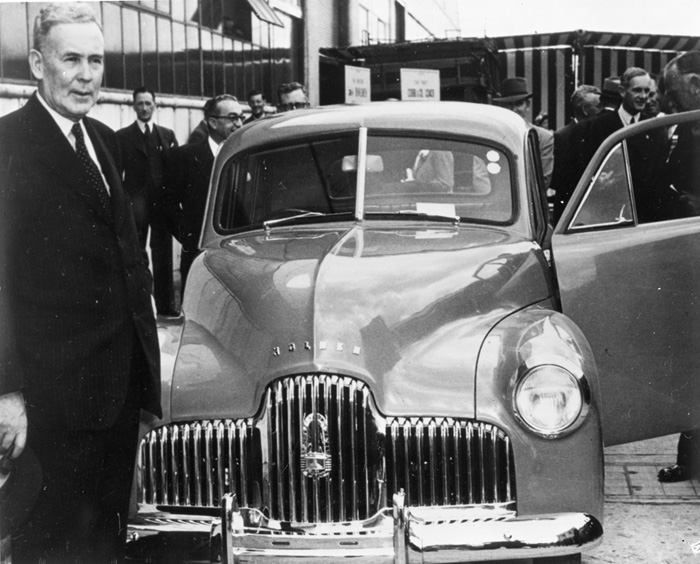
Бен Чифли на презентации Holden 48-215 29 ноября 1948 года
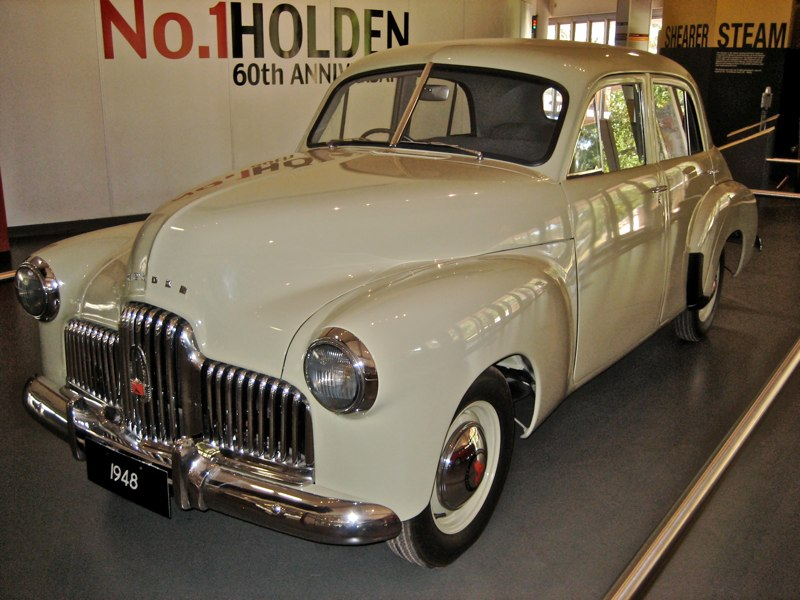
Первый седан Holden 48-215
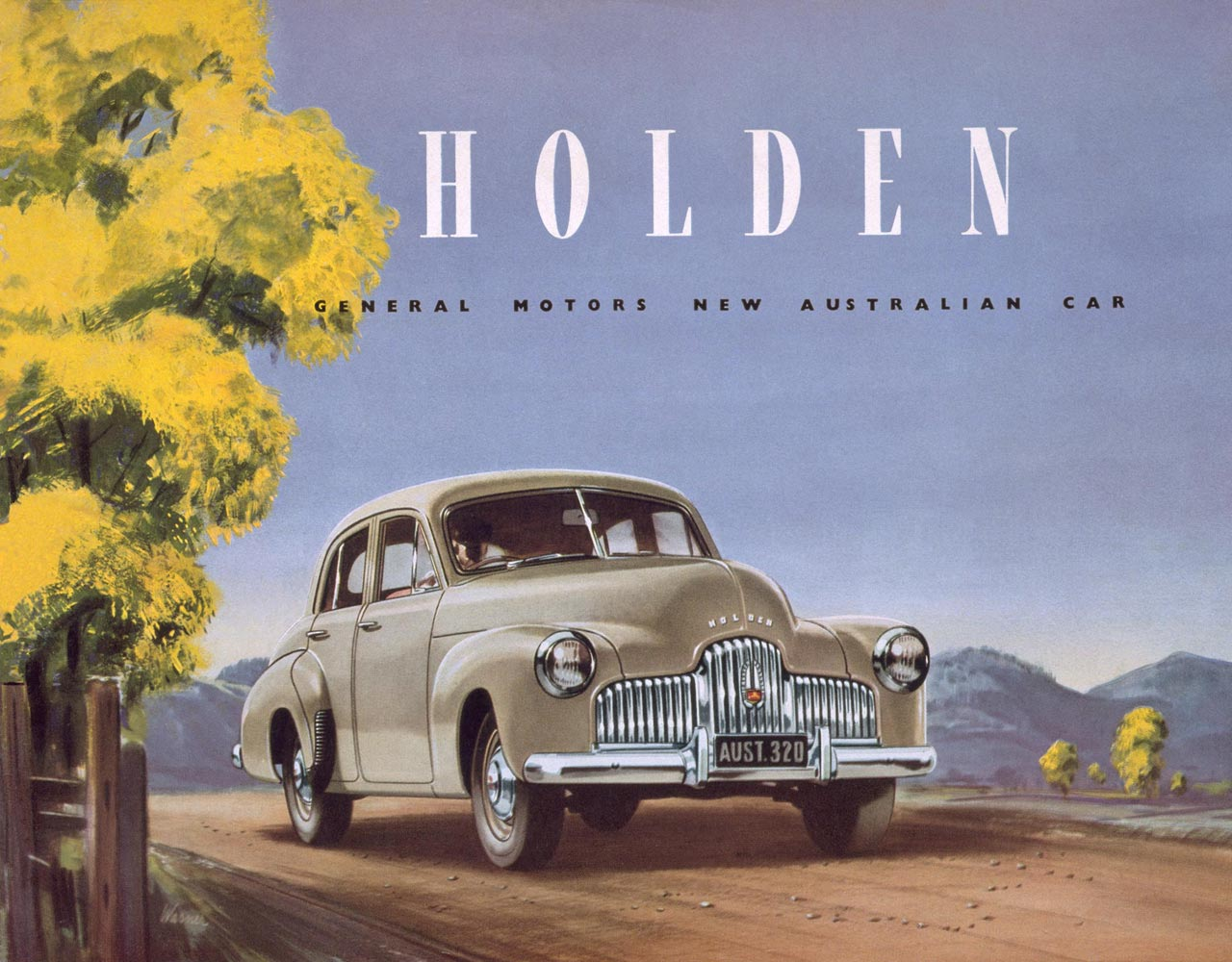
Обложка рекламного буклета Holden 48-215. Автомобиль продавался просто как «Holden»
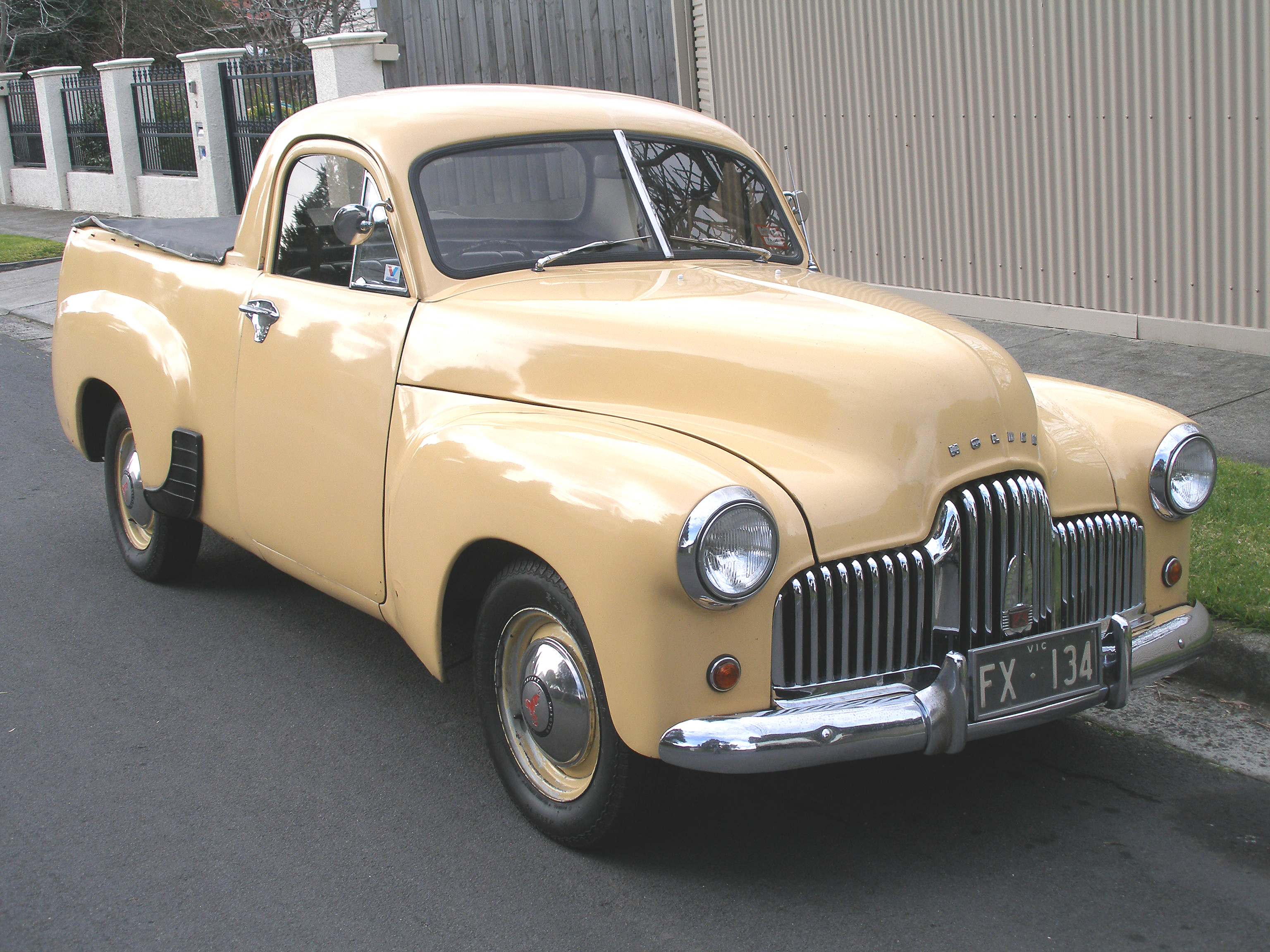
Holden 50-2106 Coupé Utility
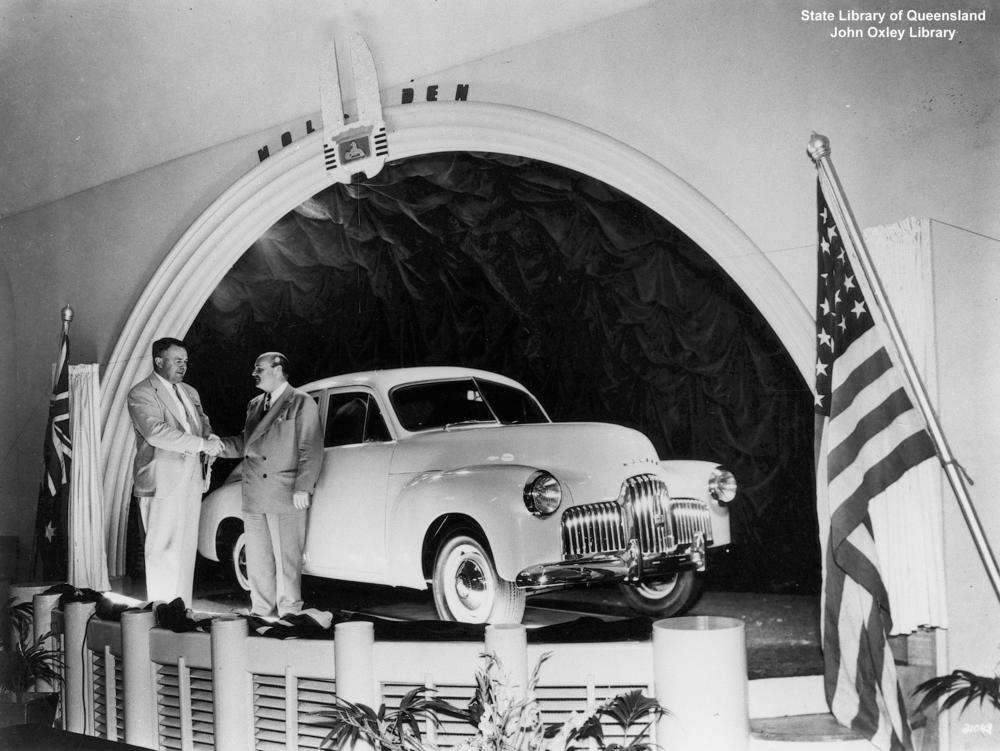
Запуск транспортного средства в Квинсленде, 1948 год